# AFC East
AFC East är en av åtta divisioner i National Football League (NFL). AFC East är den östra divisionen i American Football Conference (AFC) men var ursprungligen den östra divisionen i American Football League (AFL) som under 1960-talet konkurrerade med NFL innan de båda ligorna successivt slogs ihop slutgiltigt 1970. New England Patriots (tidigare Boston Patriots) är divisionens mest framgångsrika lag med 22 divisionssegrar totalt och 6 vinster i Super Bowl, samtliga under 2000-talet.

## AFL East
När AFL startade 1960 bestod ligan av totalt åtta lag som delades upp i två divisioner, AFL East och AFL West (en östra och en västra division). I AFL East placerades Boston Patriots, Buffalo Bills, Houston Oilers (numera Tennessee Titans) och New York Titans (Numera New York Jets), senare när Miami Dolphins gick med i AFL hamnade även de i AFL East.

### Mästare
| År   | Lag             | Resultat |
| ---- | --------------- | -------- |
| 1960 | Houston Oilers  | 10–4     |
| 1961 | Houston Oilers  | 10–3–1   |
| 1962 | Houston Oilers  | 11–3     |
| 1963 | Boston Patriots | 7–6–1    |
| 1964 | Buffalo Bills   | 12–2     |
| 1965 | Buffalo Bills   | 10–3–1   |
| 1966 | Buffalo Bills   | 9–4–1    |
| 1967 | Houston Oilers  | 9–4–1    |
| 1968 | New York Jets   | 11–3     |
| 1969 | New York Jets   | 10–4     |

## AFC East
I och med att NFL och AFL slogs ihop 1970 bytte AFL East namn till AFC East. Den enda skillnaden i divisionen var att Houston Oilers flyttades till AFC Central (numera AFC North) och istället flyttades Baltimore Colts till AFC East. Baltimore kom senare att flyttas till Indianapolis och 2002 flyttades de till AFC South. Därmed återstår fyra lag i dagens division.

### Mästare
| År   | Lag                  | Resultat |
| ---- | -------------------- | -------- |
| 1970 | Baltimore Colts      | 11–2–1   |
| 1971 | Miami Dolphins       | 10–3–1   |
| 1972 | Miami Dolphins       | 14–0     |
| 1973 | Miami Dolphins       | 12–2     |
| 1974 | Miami Dolphins       | 11–3     |
| 1975 | Baltimore Colts      | 10–4     |
| 1976 | Baltimore Colts      | 11–3     |
| 1977 | Baltimore Colts      | 10–4     |
| 1978 | New England Patriots | 11–5     |
| 1979 | Miami Dolphins       | 10–6     |
| 1980 | Buffalo Bills        | 11–5     |
| 1981 | Miami Dolphins       | 11–4–1   |
| 1982 | Miami Dolphins       | 7–2      |
| 1983 | Miami Dolphins       | 12–4     |
| 1984 | Miami Dolphins       | 14–2     |
| 1985 | Miami Dolphins       | 12–4     |
| 1986 | New England Patriots | 11–5     |
| 1987 | Indianapolis Colts   | 9–6      |
| 1988 | Buffalo Bills        | 12–4     |
| 1989 | Buffalo Bills        | 9–7      |
| 1990 | Buffalo Bills        | 13–3     |
| 1991 | Buffalo Bills        | 13–3     |
| 1992 | Miami Dolphins       | 11–5     |
| 1993 | Buffalo Bills        | 12–4     |
| 1994 | Miami Dolphins       | 10–6     |
| 1995 | Buffalo Bills        | 10–6     |
| 1996 | New England Patriots | 11–5     |
| 1997 | New England Patriots | 10–6     |
| 1998 | New York Jets        | 12–4     |
| 1999 | Indianapolis Colts   | 13–3     |
| 2000 | Miami Dolphins       | 11–5     |
| 2001 | New England Patriots | 11–5     |
| 2002 | New York Jets        | 9–7      |
| 2003 | New England Patriots | 14–2     |
| 2004 | New England Patriots | 14–2     |
| 2005 | New England Patriots | 10–6     |
| 2006 | New England Patriots | 12–4     |
| 2007 | New England Patriots | 16–0     |
| 2008 | Miami Dolphins       | 11–5     |
| 2009 | New England Patriots | 10–6     |
| 2010 | New England Patriots | 14–2     |
| 2011 | New England Patriots | 13–3     |
| 2012 | New England Patriots | 12–4     |
| 2013 | New England Patriots | 12–4     |
| 2014 | New England Patriots | 12–4     |
| 2015 | New England Patriots | 12–4     |
| 2016 | New England Patriots | 14–2     |
| 2017 | New England Patriots | 13–3     |
| 2018 | New England Patriots | 11–5     |
| 2019 | New England Patriots | 12–4     |